# Letitia Obeng
Letitia Eva Obeng (* 10. Januar 1925 in Anum, Ghana; † 27. März 2023 in Accra, Ghana) war eine ghanaische Zoologin und Hochschullehrerin. Sie war die erste Frau in Ghana, die 1952 einen Bachelor-Abschluss in Zoologie, 1962 einen Master of Science in Parasitologie erhielt und 1964 in Tropenmedizin promovierte. Sie war First Lady Fellow und Präsidentin der Ghana Academy of Arts and Sciences und die erste Direktorin des Regionalbüros des Umweltprogramms der Vereinten Nationen. Sie war Mitbegründerin und Direktorin des Instituts für Wasserbiologie des Council of Scientific and Industrial Research (CSIR).

## Leben und Werk
Obeng war das fünfte der acht Kinder von Reverend Emmanuel Victor und seiner Frau Dora Sihene. Ihre ältere Schwester Theodosia Okoh war die Designerin der ghanaischen Flagge. Sie besuchte von 1939 bis 1946 die Achimota School und legte dort das London University International Examination ab. Für ihr Studium erhielt sie ein staatliches Stipendium für die University of Birmingham, wo sie von 1948 bis 1952 als einzige Afrikanerin Zoologie studierte. 
Als sie nach Ghana zurückkehrte, wurde sie Leiterin der Zoologieabteilung am University College of Science and Technology in Kumasi. 1953 heiratete sie einen Dozenten am damaligen College, Georg Ahwiren Obeng, mit dem sie drei Kinder bekam. Nachdem ihr Ehemann 1959 gestorben war, forschte sie als erste Wissenschaftlerin am National Research Science Council (CSIR). Sie erhielt 1960 ihren Magister-Abschluss.
Nachdem sie mit ihren drei kleinen Kindern nach Liverpool gezogen war, promovierte sie an der University of Liverpool. Für ihre Dissertation erforschte sie die Simuliidae (Krebsmücke) aufgrund ihrer Bedeutung als Überträger der Onchozerkose (Flussblindheit) und sammelte Forschungsproben in den Süßwassergewässern Nordwales. Ihr Betreuer war der Süßwasserbiologe Noel Hynes von der Universität Liverpool.
Nach ihrer Rückkehr nach Ghana gründete und leitete Obeng 1964 das National Research Institute of Aquatic Biology, das sich mit den Umweltproblemen der ghanaischen Seen befasst. Als Co-Leiterin des Voltasee-Forschungsprojekts des UNDP und der ghanaischen Regierung trug sie zur Überwachung der ökologischen Veränderungen und Umweltauswirkungen des sich entwickelnden Voltasees bei.
1972 wurde sie zur UN-Konferenz für Mensch und Umwelt in Stockholm eingeladen. Von 1973 bis 1974 war sie Vorstandsvorsitzende der Electricity Corporation of Ghana und von 1974 bis 1985 war Repräsentantin des UN Umweltprogramms (UNEP) in Afrika und Direktorin des Regionalbüros für Afrika mit Sitz in Nairobi in Kenia. Von 1992 bis 1993 war sie als Gastdozentin am Radcliffe College tätig.
2008 wurde sie einstimmig zur 13. und ersten Präsidentin der Ghana Academy of Arts and Sciences ernannt.
Obeng veröffentlichte im Juli 2019 ihr erstes Buch Anthology of a Lifetime, eine Auswahl aus ihren Vorträgen, Reden, Schriften und Veröffentlichungen.
Obeng starb 2023 im Alter von 98 Jahren in Accra.

## Auszeichnungen und Ehrungen (Auswahl)
- 1965: Fellow of the Ghana Academy of Arts and Sciences
- 1995: Anlässlich der 4. Internationalen Frauenkonferenz (IWC) in Peking würdigte Ghana sie mit ihrem Bild auf einer Briefmarke
- 1998 verlieh ihr das CSIR eine Auszeichnung für ihre Verdienste um Wissenschaft und Technologie und benannte eines der Gebäude des Rates  „Dr. Letitia Obeng Block“.
- 2006: Order of the Star of Ghana
- 2012: Ghana Women of Excellence Award
- 2017: Ehrendoktorwürde der Kwame Nkrumah University of Science and Technology
- 2018: Ehrendoktorwürde der Liverpool School of Tropical Medicine[14]